# Неколико добрих људи
Неколико добрих људи (енгл. A Few Good Men) је филм из 1992. године.

## Радња
Редов Вилијам Сантјаго умире у америчкој војној бази у заливу Гвантанамо на Куби. Ухапшена су два починиоца, маринци: редов Дауни (Џејмс Маршал) и каплар Досон (Волфганг Бодисон) из Сантјаговог вода. Проучавајући случај, адвокати одељења долазе до закључка да су починиоци применили „црвену шифру” (Code red) на покојника. Њихова одбрана на суду поверена је адвокату почетнику, поручнику америчке морнарице Данијелу Кафију. Помажу му иследник Џоан Галовеј (Деми Мур) и адвокат Сем Вајнберг (Кевин Полак).
Кафи никада раније није изнео ниједан свој случај на судску расправу, свих претходних 44 пута је дошао да се бави постизањем споразумног признања кривице. Тако да овога пута, заокупљен припремама за бејзбол меч, Кафи нуди оптуженима да прихвате казну од 12 година затвора. Међутим, под притиском Галовејове, Кафијев тим одлази у јединицу у којој је покојник служио и открива бројне необичности.
Сантјаго је написао писмо конгресмену жалећи се да не може да издржи физички напор, чак и да је једном приликом изгубио свест, и затражио је да га пребаце у другу јединицу, обећавајући да ће испричати о недоличном понашању Досона, који је отворио ватру кроз линију ограде. Писмо је пало у руке шефа базе, пуковника Џесепа (Џек Николсон). Његов заменик команданта, потпуковник Маркинсон (Џеј-Ти Волш), понудио је да одмах пребаци Сантјага, али претерано самоуверени Џесеп је уместо тога наредио вођи вода поручнику Кендрику (Кифер Садерланд) да подигне Сантјагове просечне резултате са обуке на одличне.
Џесеп каже Кафијевом тиму да је, сазнавши за писмо, потписао налог за његово тренутно пребацивање, редов је требало да крене првим јутарњим летом, али није дочекао јутро. Поручник Кендрик наводи да је, сазнавши „за Сантјагову пријаву“, наредио војницима да га не дирају. Оптужени, пак, уверавају да им је управо Кендрик наредио да примене „црвену шифру” на Сантјага.
Кафијев тим, разумевајући детаље инцидента, схвата да штаб дивизије жели да од момака направи жртвене јарце како би заштитио Џесепа од невоља, за кога се предвиђа да ће бити пребачен у Савет за националну безбедност. Једина шанса да се војници ослободе је да докаже пороти да су следили наређења својих команданата. 
Тужитељ, капетан Рос (Кевин Бејкон), нуди свом пријатељу Кафију договор: оптужени да признају кривицу, добију двије године и пуштени су на слободу након шест мјесеци. Међутим, каплар Досон, опседнут војном чашћу, одбија договор. На суђењу, Рос је приморан да иде до краја, он оптужује маринце за убиство с предумишљајем, заверу за убиство, недолично понашање, оптуженима прети доживотни затвор.
На суђењу се одвија епски дуел између Роса и Кафија, чија је апотеоза испитивање пуковника Џесепа као сведока. Храбри ветеран не губи присебност, одговарајући на шкакљива питања Кафија. Међутим, Кафи успева да добије признање од Џесепа играјући на његов презир према њему - наивчина који није никад ни нањушио барут - и на Џесепово непоколебљиво уверење у апсолутну исправност својих поступака. Пуковник је после инцидента приведен одмах у судници.
Они које је порота оптужила нису проглашени кривима за убиство и заверу ради убиства, већ су криви за понашање неприкладно за амерички марински корпус и осуђени на нечасно отпуштање из војске.

## Улоге
| Глумац             | Улога                             |
| ------------------ | --------------------------------- |
| Том Круз           | LTJG Данијел Аластер Кафи         |
| Деми Мур           | LCDR Џоана Галовеј                |
| Џек Николсон       | пуковник Нејтан Р. Џесеп          |
| Кевин Бејкон       | капетан Џек Рос                   |
| Кифер Садерланд    | поручник Џонатан Кендрик          |
| Џеј-Ти Волш        | потпуковник Метју Маркинсон       |
| Кевин Полак        | поручник Сем Вајнберг             |
| Џејмс Маршал       | PFC Лауден Дауни                  |
| Мет Крејвен        | поручник Дејв Спрадлинг           |
| Волфганг Бодисон   | каплар Харолд В. Досон            |
| Џ. А. Престон      | судија Џулијус Александер Рандолф |
| Ноа Вајл           | каплар Џефри Барнс                |
| Кјуба Гудинг млађи | каплар Карл Хамакер               |
| Зандер Беркли      | капетан Витакер                   |
| Џошуа Малина       | Том                               |
| Кристофер Гест     | доктор Стоун                      |
| Арон Соркин        | адвокат у крчми                   |

## Зарада
Филм је у САД зарадио 141.340.178 $.
- Зарада у иностранству - 101.900.000 $
- Зарада у свету - 243.240.178 $